# Wunderlichia
Wunderlichia és un gènere de plantes pertanyent a la família de les Asteràcies (subfamília de les Wunderlichioideae). Comprèn 9 espècies descrites.

## Taxonomia
El gènere va ser descrit per Riedel ex Benth. i publicat a Genera Plantarum 2: 489. 1873.
- Wunderlichia azulensis Maguire & G.M.Barroso
- Wunderlichia bahiensis Maguire & G.M.Barroso
- Wunderlichia crulsiana Taub.
- Wunderlichia glaziovii Baker
- Wunderlichia insignis Baill.
- Wunderlichia mirabilis Riedel ex Baker
- Wunderlichia senaeii Glaz.
- Wunderlichia tomentosa Glaz.